# Tribute (album)
A Tribute című lemez Ozzy Osbourne második koncertalbuma, mely 1987. március 19-én jelent meg. A felvételek 1981-ben készültek.
Randy Rhoads 1980 és 1982 között dolgozott együtt Ozzy Osbourne-nal. Randy 1982. március 19-én vesztette életét egy repülőgép-katasztrófában. Az albumot eredetileg 1982-ben akarták kiadni, de Randy halála miatt ezt elhalasztották, és öt évvel később 1987. március 19-én jelentették meg.
A dalok az „I Don't Know”-n keresztül egészen a „Paranoid”-ig  az ohio-i Clevelandben lettek rögzítve 1981. május 11-én. Randy gitárszólóhelyét a „Suicide Solution”-ben 1981. július 28-án rögzítették Montréalban, Quebec tartomány legnagyobb városában. A „Goodbye to Romance” és a „No Bone Movies” felvételek a Blizzards First Show koncertkörút Southampton-i állomásáról származnak, a felvétel időpontja: 1980. szeptember 2. Három Black Sabbath szám is felkerült az albumra: az „Iron Man”, a „Children of the Grave” és a „Paranoid”.

## Számlista
Az dalokat Ozzy Osbourne, Randy Rhoads és Bob Daisley írták, kivételek külön jelölve.
1. „I Don't Know” – 5:40
2. „Crazy Train” – 5:19
3. „Believer” – 5:08
4. „Mr. Crowley” – 5:37
5. „Flying High Again” (Osbourne, Rhoads, Daisley, Lee Kerslake) – 4:17
6. „Revelation (Mother Earth)”  – 5:58
7. „Steal Away (The Night)” (dobszólóval) – 8:04
8. „Suicide Solution” (gitárszólóval) – 7:46
9. „Iron Man” (Osbourne, Tony Iommi, Geezer Butler, Bill Ward) – 2:50
10. „Children of the Grave” (Osbourne, Iommi, Butler, Ward) – 5:57
11. „Paranoid” (Osbourne, Iommi, Butler, Ward) – 2:59
12. „Goodbye to Romance” – 5:33
13. „No Bone Movies” (Osbourne, Rhoads, Daisley, Kerslake) – 4:02
14. „Dee” [Randy Rhoads studio out-takes] (Rhoads) – 4:22

## Közreműködők
- Ozzy Osbourne – ének
- Randy Rhoads – gitár
- Rudy Sarzo – basszusgitár
- Tommy Aldridge – dobok